# 柏林河 (浚河)
柏林河，位于中国山东省平邑县北部，是祊河中游浚河段左岸支流，发源于柏林镇蒙山龟蒙顶东北明光寺东南，自北向南流，至温水镇东围沟村入浚河。全长24.5公里，流域面积92.7平方公里。